# Küssaberg
Küssaberg település Németországban, azon belül Baden-Württembergben. Lakosainak száma 5513 fő (2023. december 31.).

## Népesség
A település népessége az elmúlt években az alábbi módon változott:
| Lakosok száma | 3023 | 3349 | 4103 | 4429 | 4561 | 5139 | 5496 | 5505 | 5266 | 5513 |
|               | 1961 | 1967 | 1974 | 1980 | 1987 | 1993 | 2000 | 2006 | 2013 | 2023 |